# Mick Fleetwood
Mick Fleetwood (Redruth, Cornualles; 24 de junio de 1947) es un músico y actor británico conocido por ser el baterista y cofundador de la banda de rock Fleetwood Mac. Cabe señalar que su apellido junto con parte del de John McVie fueron escogidos para titular la banda y además, ambos son los únicos músicos que han permanecido durante toda la carrera de la agrupación inglesa.
Además de su carrera en Fleetwood Mac, ha lanzado una serie de discos como solista y también ha participado como actor secundario en algunas películas y series de televisión. Por otro lado, en 1998 ingresó al Salón de la Fama del Rock and Roll como miembro de Fleetwood Mac.

## Historia

### Juventud
Nació en la ciudad de Redruth en el condado de Cornualles al sur de Inglaterra y es el segundo hijo del matrimonio integrado por John Joseph Kells Fletwood y Bridget Maureen Fleetwood. Su hermana mayor era la actriz Susan Fleetwood que lamentablemente falleció en 1995 por cáncer de mama. Su niñez la pasó en Egipto, ya que su padre era piloto de guerra de la Real Fuerza Aérea Británica. Después de seis años se trasladaron a Noruega cuando su padre fue convocado por la OTAN, y allí estudió y aprendió el idioma noruego.
Según la biógrafa Cath Carroll, tuvo una «juventud soñadora y empática» y a pesar de ser inteligente nunca resaltó en lo académico. Por otro lado y según su autobiografía, le iba muy mal en el colegio principalmente por la poca atención en clase y falta de memoria.
Inició a tocar la batería cuando le regalaron un kit Gigster a los 13 años y su padre —un batería aficionado— lo animó para que iniciara una carrera artística. Aprendió de manera autodidacta inspirado - tal como lo declararía públicamente en la entrega de los premios Brit Awards de 1989 - por Cliff Richard, su baterista Tony Meehan: baterista de la banda de The Shadows y por los The Everly Brothers. A los 15 años se retiró del colegio con la aprobación de su padre para iniciar su carrera como batería y para ello viajó en 1963 a Londres donde vivió con su hermana en Notting Hill.

### Inicios y carrera con Fleetwood Mac

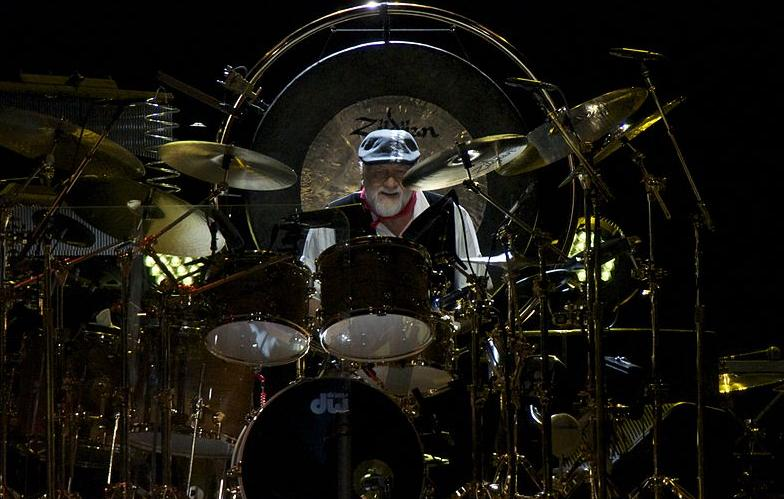
Mick Fleetwood en 2013.

Cerca de donde él vivía en Londres residía el teclista Peter Bardens, que necesitaba a un nuevo batería para fundar el proyecto The Cheynes. A través de las prácticas constantes que realizaba Mick conoció a Bardens, que lo contrató para su banda con solo 15 años de edad. Con ellos tuvo la posibilidad de abrir algunos conciertos de The Rolling Stones y de The Yardbirds, y obtuvo gran popularidad en el programa de televisión Ready Steady Go! Sin embargo, en abril de 1965 el grupo se disolvió tras la salida de Bardens, así que Mick fue convocado por el guitarrista Peter Green para fundar Peter Bs, que luego pasó a llamarse Shotgun Express y donde además compartió un breve periodo con Rod Stewart.
En 1967, él y Green se unieron a la banda John Mayall & The Bluesbreakers, donde conocieron al bajista John McVie. Sin embargo, su paso por el proyecto de John Mayall solo duró poco tiempo, ya que fue despedido por su constante embriaguez antes de los conciertos. Tras ello, Green también decidió retirarse para formar una nueva banda con él y con McVie, y en el mismo año nació Fleetwood Mac. Por aquel mismo tiempo conoció a su futura esposa Jenny Boyd, hermana de Pattie Boyd y a su vez esposa de George Harrison.
Durante los años en Fleetwood Mac conoció la fama y los excesos, principalmente el del alcohol. En 1976, durante la grabación de Rumours se divorció de Jenny Boyd por varias infidelidades por parte de ella, incluso tuvo un affaire con Bob Weston (guitarrista por aquel entonces de la banda) en 1973 que provocó su despido de la banda. Cabe mencionar que en su autobiografía dice: «Fleetwood Mac, para mí, es mi razón de vida» y al respecto sobre la extensa carrera de la agrupación comenta: «A lo largo de nuestra carrera hemos tenido un constante cambio de las alineaciones, pero eso nos fortaleció y en parte nos permitió ser los que somos».

### Discos en solitario y su carrera como actor
Paralelo a su estadía en Fleetwood Mac ha publicado algunos registros como solista. El primero de ellos fue The Visitor de 1981, que contó con la colaboración de Peter Green y de George Harrison. Dos años después creó el proyecto Mick Fleetwood's Zoo y lanzó el disco I'm Not Me, que incluyó los covers «I Want You Back» de Jackson 5 y «Angel Come Home» de los Beach Boys. Para 1992 y con la otrora vocalista de Fleetwood Mac, Bekka Bramlett, publicó Shakin' the Cage bajo el apodo de The Zoo. Ya en el nuevo milenio puso a la venta Something Big en 2004 y Blue Again! en 2008 con la ayuda del guitarrista Rick Vitto.
Además de su carrera en la industria musical, ha incursionado en la actuación tanto en el cine como en la televisión. Su debut en la industria cinematográfica fue en The Running Man de 1987 personificando a Mic un líder secreto de la resistencia. Desde entonces ha participado como actor secundario en filmes como Zero Tolerance, Snide and Prejudice y Mr. Mister, entre otras. A su vez ha trabajado en la televisión en series como Star Trek: The Next Generation, Wiseguy y en el programa de la BBC Top Gear.

## Vida personal
En junio de 1970, Fleetwood se casó con Jenny Boyd. Tiene dos hijos.
Es tío-abuelo de la modelo Lily Donaldson.

## Discografía
| - 1968: Peter Green's Fleetwood Mac - 1968: Mr. Wonderful - 1969: Then Play On - 1970: Kiln House - 1971: Future Games - 1972: Bare Trees - 1973: Mystery to Me - 1973: Penguin - 1974: Heroes Are Hard to Find - 1975: Fleetwood Mac - 1977: Rumours - 1979: Tusk - 1982: Mirage - 1987: Tango in the Night - 1990: Behind the Mask - 1995: Time - 1997: The Dance - 2003: Say You Will | - 1981: The Visitor - 1983: I'm Not Me - 1992: Shakin' the Cage - 2004: Something Big - 2008: Blue Again! |

## Filmografía
| - 1987: The Running Man (como Mic) - 1995: Zero Tolerance (como Helmut Vitch) - 1997: Snide and Prejudice (como Pablo Picasso) - 1997: Mr. Music (como Simon Eckstal) - 2001: Burning Down the House (como barman) - 2011: Get a Job (como desempleado de la banda) | - 1989: Premios Brit (como copresentador) - 1989: Star Trek: The Next Generation (como dignatario Antedean, ep. Manhunt) - 1989: Wiseguy (como James Elliot, ep. And It Comes Out Here) - 1998: Mr Music (como presidente de discográfica) - 2013: Top Gear (como él mismo, ep. Star in a Reasonably-Priced Car) |